# چنگیه قجر
چنگیه قجر، روستایی در دهستان محمودآباد بخش سیوان شهرستان ایلام در استان ایلام ایران است.

## جمعیت
بر پایه سرشماری عمومی نفوس و مسکن در سال ۱۳۹۵، جمعیت این روستا برابر با ۳۳۹ نفر (۹۶ خانوار) بوده‌است.